# HD158623
HD158623 — хімічно пекулярна зоря спектрального класу A1, що має видиму зоряну величину в смузі V приблизно  7,9.
Вона  розташована на відстані близько 510,4 світлових років від Сонця.